# Laura Rogora
Laura Rogora (Roma, 28 aprile 2001) è un'arrampicatrice italiana.
Pratica le competizioni di difficoltà, boulder e speed, l'arrampicata in falesia e il bouldering.

## Biografia
Il 28 febbraio 2016, a soli 14 anni, diviene la prima arrampicatrice italiana ad aver salito una via di 9a, con la ripetizione di Grandi Gesti a Sperlonga.
Nel novembre del 2016 libera Tomorrowland extension alla Cueva di Collepardo, tiro gradato 8c+/9a.
Nel dicembre 2016 libera Supercrack alla Cueva di Collepardo, tiro gradato 8b+/8c.
Il 21 gennaio 2017 libera La Gasparata alla Cueva di Collepardo, tiro gradato 8c+/9a.
Nel 2017 sale un secondo 9a, Joe-cita a Oliana
Nell'aprile del 2018 ha liberato la nuova via Sitting Bull alla Cueva di Collepardo, tiro gradato 8c+/9a, una linea che connette le esistenti vie Bruce Lee con Crazy Horse.
Nel 2019, allo scoccare del nuovo anno, sale un altro 9a, Esclatamasters, nella falesia di Perles, in Spagna, confermandosi una delle migliori scalatrici italiane e mondiali.
Nel gennaio del 2020 sale L-mens il suo primo 8b+ a vista a Montsant in Spagna.
Il 29 Maggio 2020 diviene la prima arrampicatrice italiana ad aver salito un tiro di 9a+ con la ripetizione di Pure Dreaming Plus, a Massone di Arco. Pochi giorni dopo sale una via di grado 9a, Underground.
Il 25 Luglio 2020 compiendo la salita in libera di Ali Hulk sit extension total (Rodellar, Spagna) diviene la prima scalatrice italiana e la seconda donna al mondo a scalare una via di grado 9b.
Il 4 ottobre 2021 sale Erebor a Eremo Di San Paolo gradato 9b/+ da Stefano Ghisolfi e diviene la prima donna al mondo a scalare una via di questo grado. Un mese dopo, tuttavia, la via viene ripetuta da Adam Ondra che rimodula il grado a 9b, già salito da Angela Eiter.
Il 28 luglio 2025 sale a vista (on-sight) Ultimate sacrifice, via 8c+ nelle Gorges du Loup (Francia), divenendo la prima donna al mondo ad avere concluso on-sight una via di questo grado.

## Palmarès sportivo

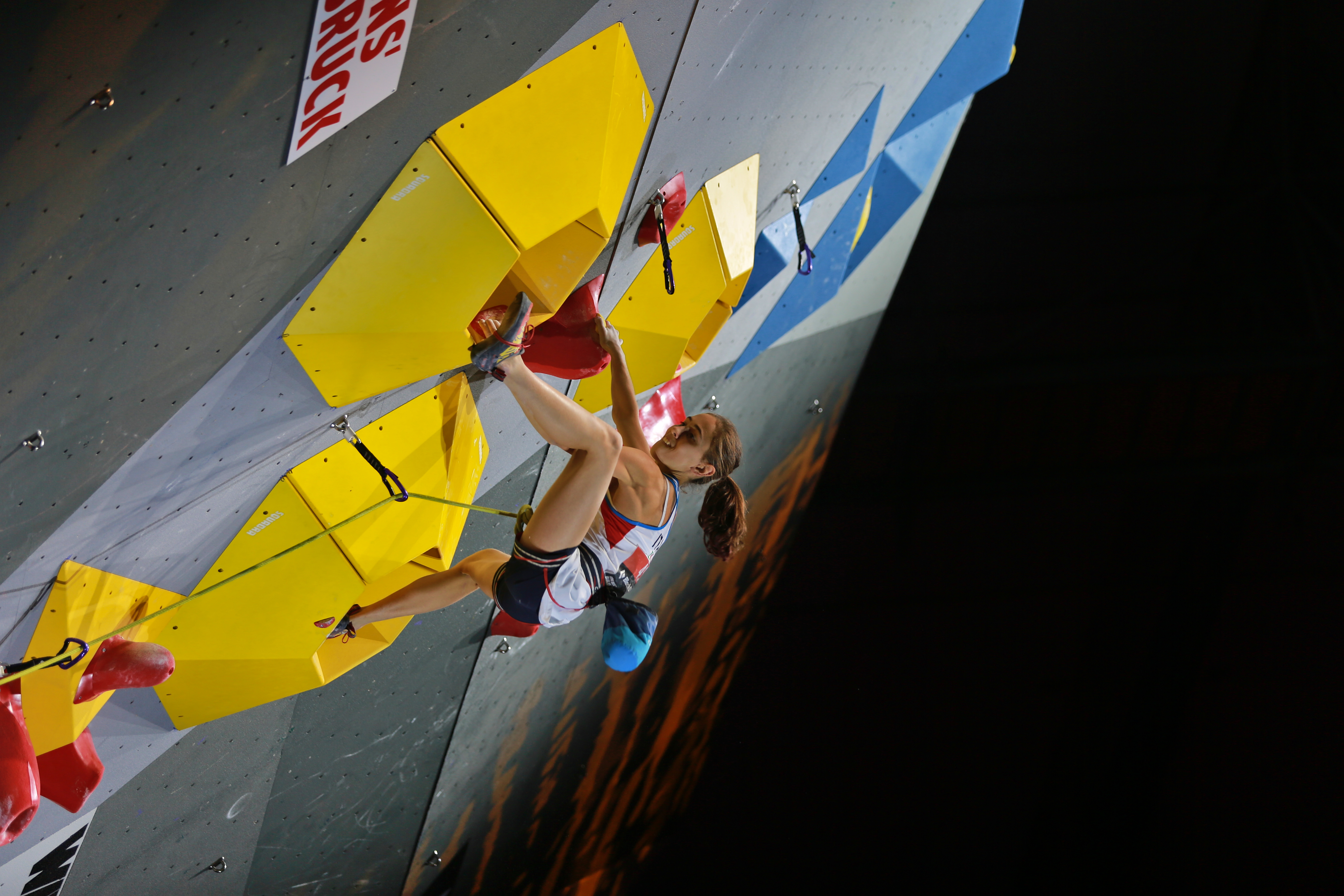
Rogora ai mondiali del 2018

Dal 2015 inizia a partecipare alle competizioni di Coppa Europa giovanile di arrampicata sia nella lead che nel boulder. Nel 2015, nella categoria Youth B, vince una tappa nella lead. Nel 2016, sempre nella categoria Youth B, vince due tappe nel boulder e una nella lead. Nel 2017, nella categoria Youth A, vince una tappa nella lead. Nel 2018, sempre nella categoria Youth A, vince due tappe nella lead.
Nel Campionato del mondo giovanile di arrampicata diviene campionessa della lead nel 2016 nella categoria Youth B e medaglia d'argento nel 2018 nella categoria Youth A.
A livello italiano ha vinto il Campionato italiano lead di arrampicata nel 2015 e del 2016 e il Campionato italiano boulder di arrampicata, sempre nel 2015 e 2016.
Il 22 agosto del 2020 arriva il primo oro mondiale nella massima categoria, con la vittoria della Coppa del Mondo di Lead a Briançon.
Durante la fine del 2019 si aggiudica il pass per le Olimpiadi di Tokyo 2020, dove chiuderà al 15º posto.
Nel 2021 vince un'altra tappa della Coppa del Mondo di Lead a Chamonix e ottiene un secondo posto, sempre nel Lead. Coronando la stagione con il terzo posto nella classifica finale della Coppa del Mondo Lead e con il bronzo ai Mondiali lead.
Nel 2024 si aggiudica il pass per le Olimpiadi di Parigi 2024, specialità Boulder e Lead.
Il 31 agosto 2024 conquista il titolo di Campionessa Europea Lead.